# Лёгкие крейсера типа «Манчестер»
Лёгкие крейсера типа «Манчестер» — тип лёгких крейсеров Королевского военно-морского флота Великобритании времён Второй мировой войны. Всего для британского флота построено 3 единицы: «Манчестер» (Manchester), «Ливерпуль» (Liverpool), «Глостер» (Gloucester).
Относились к крейсерам типа Town второй серии. Стали развитием лёгких крейсеров типа «Саутгемптон».

## История создания
Крейсера должны были повторять предыдущий тип с одним изменением: мощность силовой установки должна была возрасти с 75 000 л. с. до 82 500 л. с., что обещало заметный прирост скорости, ценой 70-тонного увеличения водоизмещения. Но начальник отдела военно-морских вооружений порекомендовал усилить защиту башен, так же он настаивал на увеличении толщины палубы на погребами до 51 мм. Масса каждой башни при этом возрастала на 35 тонн, и для сохранения остойчивости было необходимо увеличить ширину крейсера на 0,2 м. Все эти усовершенствования обходились в 290 тонн нагрузки. В результате стандартное водоизмещение проекта достигло 9400 тонн и увеличение мощности силовой установки пошло на сохранение скорости хода.

## Конструкция
Корпус крейсеров типа «Манчестер» имел классическую полубачную конструкцию с наклонным форштевнем и крейсерской кормой. Обводы характерные для британской школы кораблестроения: кругоскулые с характерным изломом. Полубак занимал более 45 % и имел плавный подъём к форштевню. Набор корпуса осуществлялся по продольной схеме. Шпангоуты устанавливались со шпацией 4 фута (1219 мм) в средней части и 3 фута (914 мм) в оконечности. В районе машино-котельных отделений шпангоуты выполнялись водонепроницаемыми. Внешняя обшивка изготовлялась из стали марки «D» (дюколь), кроме носовой и кормовой оконечности, на обшивку которых шла мягкая судостроительная сталь. Сварка при строительстве «Таунов» применялась в ещё больших объёмах, чем на их предшественниках. Клёпаными оставались обшивка в средней части корпуса, верхняя палуба, броневые плиты с подкреплениями и части наиболее поверженные вибрации. Верхняя палуба и полубак имели палубный настил из подвида тикового дерева с острова Борнео. Крейсера имели следующее проектное водоизмещение — стандартное 9400 дл. тонн, полное 11 650. На момент ввода в строй фактическое стандартное водоизмещение «Манчестера» и «Ливерпуля» составило 9394 дл. тонны, в полном грузу 11 930 дл. тонн, правда на них не был установлен кормовой зенитный директор.

### Бронирование
Вся броня, кроме пояса и лобовой брони башен, — гомогенная, нецементированная.
114-мм броневой цементированный пояс «Манчестера» имел длину 98,45 м. Он опускался ниже ватерлинии на 3 фута (91 см), а по высоте доходил до главной палубы (в районе машинно-котельных отделений — до верхней палубы). Поперечные траверзы одинаковой толщины — 63 мм, броневая палуба — 32 мм стали D1 (над погребами 51 мм стали NC, у «Глостера» ещё 51 мм над машинно-котельными отделениями). Рулевой привод сверху защищен 32-мм бронёй на уроне нижней палубы, а с боков — 37-мм внутренними продольными и поперечными экранами. Бронирование башен по сравнению с «Саутгемптоном» заметно усилилось. Башни имели толщину 102/51/51 мм — лоб/борт/крыша. Барбеты имели толщину 51 мм по бокам и 25 мм носа и кормы, а над уровнем палубы выполнялись из двух колец (суммарная толщина со стороны борта составляла 102 мм). Считалось, что такая защита хорошо защищает от попаданий всех типов 152 мм снарядов неприятельских крейсеров.
Конструктивная противоторпедная защита отсутствовала. Более толстая бронепалуба крейсеров породила определённые проблемы. На «Манчестере» во время походов в шторма в 1940 году наблюдались повышенные напряжения в местах стыков более толстых и менее толстых бронеплит палубы. Такие же явления наблюдались и на остальных крейсерах. Бороться с ними пришлось навариванием дополнительных накладок между толстыми и тонкими участками палубы, пусть даже ценой дополнительного веса.

### Вооружение

#### Артиллерийское вооружение
Артиллерийское вооружение крейсеров типа «Манчестер» включало двенадцать 152-мм и восемь 102-мм орудий.
152-мм пушки Мк-XXIII с длиной ствола в 50 калибров являлись орудиями главного калибра на всех британских лёгких крейсерах предвоенной постройки, начиная с «Линдера». они устанавливались в трёхорудийных башнях Мк-XXII. Длина ствола пушки составляла 7620 мм, полная длина 7869 мм, масса орудия — 7017 кг, из которых 197 кг это поршневой затвор Велина. Ствол имел 36 нарезов с шагом 30 калибров. Все орудия располагались в отдельных люльках. Особенностью британских трёхорудийных башен было смещение среднего ствола назад на 0,76 м для того чтобы предотвратить рассеивание снарядов из-за взаимного влияния дульных газов при полных залпах. Живучесть ствола составляла 1100—2200 выстрелов. Максимальная дальность стрельбы при угле возвышения 45° — 23 300 м. Диапазон углов, при котором осуществлялось заряжание был от −5 до 12,5°. Скорострельность составляла до восьми выстрелов в минуту, но больше зависали от скорости подачи, которая на «Белфаст» и «Фиджи» была выше чем на «Саутгемптоне» и «Манчестере». Погреба крейсеров вмещали боезапас 200 снарядов на орудие, в мирное время хранилось 150 снарядов на орудие, а в годы войны принимали сверхнормативный боезапас.
Крейсера оснащались вторым командно-дальномерным постом установленным на кормовой надстройке.
Информация от директоров непрерывно поступала в центральный артиллерийский пост, где обрабатывалась механическим вычислителем Адмиралтейского типа Мк. VI. Залп контролировался гировертикалью и производился в момент нахождения корабля на ровном киле.
Крупнокалиберная зенитная артиллерия состояла из двенадцати 102-мм пушек Мк-XVI в спаренных палубных установках Мк-XIX. Длина ствола пушки составляла 4572 мм (45 клб), вес вместе с затвором — 2042 кг. В установке Мк-XIX оба ствола находились в одной люльке, расстояние между осями орудий — 53,3 см, максимальный угол возвышения — 85°. Масса снаряда — 15,88 кг; масса выстрела — 28,8 кг, дальность стрельбы при угле возвышения 45° составляла 18 150 м, досягаемость по высоте — 11 890 м, скорострельность — 20 выстрелов в минуту, хотя практическая была ниже: около 12—15 выстрелов. Боезапас 200 снарядов на орудие. Первоначально более высокие, чем у предшественниц, характеристики орудий снизили живучесть до 600 выстрелов, но после начала применения новых беспламенных порохов она возросла до 1800 выстрелов.
Двухфунтовый автомат «Виккерс», прозванный «пом-помом» за характерный звук, издаваемый при выстреле, имел длину ствола 40,5 калибра и обеспечивал 764-граммовому снаряду начальную скорость 732 м/с. Досягаемость по высоте не очень большая — 3960 м. Темп стрельбы составлял 115 выст./мин, практическая скорострельность 96-98 выстрелов. На крейсерах использовалась модель Мк. VIII в четырёхствольной установке Мк. VII. Установки снабжались электромеханическим приводом с 11-сильным электромотором. Питание осуществлялось из металлической ленты на 140 патронов (десять секций по 14 патронов) и не вызывало ни каких проблем, однако иногда использовали матерчатые ленты времён Первой мировой, патроны в которых часто заклинивало.
Для выдачи целеуказаний зенитным орудиям предназначались зенитные директоры. Крейсера должны были иметь по три зенитных директора — два на нижнем уровне мостика и один на кормовой надстройке, но на «Манчестере» и «Ливерпуле» кормовой появился в 1941 году.

#### Авиационное вооружение
Все крейсера типа «Таун» оборудовались тяжёлой поперечной катапультой двойного действия, позволявшей запускать самолёты в направлении любого борта. От своих предшественников «тауны» отличались двумя ангарами, что позволяло нести три самолёта, два в ангарах и один на катапульте. Но на борту находилось две машины Supermarine Walrus Mk. I. Подъём самолётов на борт осуществлялся двумя 7-тонными кранами, установленными побортно позади катапульты.

#### Торпедное вооружение
Крейсера были вооружены двумя трёхтрубными торпедными аппаратами TR-IV калибром 533 мм, установленными на верхней палубе по бортам, в средней части корабля. Боекомплект состоял из 12-ти 533-мм торпед. Запасные торпеды (парогазовые Мк-IX) хранились в помещении между аппаратами, защищенном 16-мм стальными плитами. На крейсерах использовали единственную установку хода торпед 9,6 км на 36 узлах.

### Энергетическая установка
Главная энергетическая установка состояла из четырёх турбозубчатых агрегатов Парсонса и четырёх трёхколлекторных паровых котлов Адмиралтейского типа. Все котлы имели пароперегреватели, подогреватели топлива и воздуха. Схема — эшелонная; котлы расположены попарно в двух котельных отделениях, ТЗА — в двух машинных. Рабочее давление пара в котлах — 24,61 кг/см² (24,29 атм.), температура — 343°С, нормальное время подготовки к походу — около 4 часов.
Проектная дальность хода составляла 8900 морских миль на ходу 16 узлов.
Электроэнергию вырабатывали четыре турбогенератора мощностью по 300 кВт по одному в каждом машинном отделении. Сеть постоянного тока питали два дизель-генератора мощностью по 300 кВт; третий (50 кВт) использовался в качестве аварийного.

## Служба
|             | заложен               | спущен               | вошел в строй       |
| ----------- | --------------------- | -------------------- | ------------------- |
| «Манчестер» | 28 марта 1936 года    | 12 апреля 1937 года  | 4 августа 1938 года |
| «Ливерпуль» | 17 февраля 1936 года  | 24 марта 1937 года   | 2 ноября 1938 года  |
| «Глостер»   | 22 сентября 1936 года | 19 октября 1937 года | 31 января 1939 года |